# Петро Ромашкін (плавець)
Петро Ромашкін (5 липня 1989) — узбецький плавець.
Учасник Олімпійських Ігор 2008 року.